# Gabriella Pizzolo
Gabriella Pizzolo (Schenectady, 10 maart 2003) is een Amerikaans actrice. Ze werd bekend door haar rollen in de Broadway musical Matilda en haar rol als een jonge Alison in de musical Fun Home in 2015. Ook had ze een terugkerende rol als Suzie Bingham in de televisieserie Stranger Things.

## Biografie
Pizzolo speelde in verschillende regionale theaterproducties voordat ze haar Broadway debuut maakte als het titelpersonage in Matilda. Pizzolo had reeds auditie gedaan voor een rol in de originele cast van Matilda, maar werd niet gecast hierin. Na een nieuwe succesvolle auditie mocht Pizzolo haar eerste optreden in de musicalrol geven op 22 december 2013. Pizzolo verscheen als Matilda in een Broadway productie in het Bryant Park en op een Ralph Lauren fashionshow. Op 13 september 2014 maakte Pizzolo voor de laatste keer haar opwachting in de rol van Matilda. Pizzolo werd in maart 2015 gecast in de rol van een jonge Alison, Christian en John in de musical Fun Home. Na het vertrek van Sydney Lucas van de rol in oktober 2015, ging Pizzolo verder in enkel de rol van jonge Alison. Deze rol vertolkte ze op verschillende evenementen, waaronder op de twintigste SAGE Awards. en op het Witte Huis. Pizzolo vertolkte de rol totdat de productie ophield met het maken van de musical op 10 september 2016.
In oktober 2016 had Pizzolo een rol in de concertversie van Sunday in the Park with George in het New York City Center. Vanaf januari 2017 speelde ze eveneens de rol van Opal in de musical Because of Winn-Dizie in het Alabama Shakespeare Festival. Daarnaast sprak Pizzolo de stem in van Cricket in de televisieserie Butterbean's Cafe uit 2018. In 2019 vertolkte Pizzolo de rol van Suzie Bingham in het derde seizoen van de Netflix-serie Stranger Things. In het vierde seizoen vertolkte ze deze rol opnieuw.

## Privé
Pizzolo is woonachtig in New York met haar ouders en jongere zus. Haar moeder, Natalie, is een lerares die haar onderwijs gaf terwijl ze de rol van Matilda speelde. Pizzolo beschrijft zichzelf als non-binair en panseksueel. Daardoor wil Pizzolo graag aan worden gesproken als ze of het.

## Filmografie

### Musical
| Jaar    | Titel                          | Rol              | Opmerkingen                                                     |
| ------- | ------------------------------ | ---------------- | --------------------------------------------------------------- |
| 2013–14 | Matilda the Musical            | Matilda Wormwood | Shubert Theatre 22 december 2013 – 13 september 2014            |
| 2015–16 | Fun Home                       | Swing            | Circle in the Square Theatre 27 maart 2015 – 10 september 2016  |
| 2015–16 | Fun Home                       | Jonge Alison     | Circle in the Square Theatre 27 maart 2015 – 10 september 2016  |
| 2016    | Sunday in the Park with George | Louise           | New York City Center 24 oktober 2016 - 26 oktober 2016          |
| 2017    | Because of Winn Dixie          | Opal             | Alabama Shakespeare Festival 27 januari 2017 - 12 februari 2017 |

### Film
| Jaar | Titel      | Rol      | Opmerking  |
| ---- | ---------- | -------- | ---------- |
| 2023 | The Hallow | Hoofdrol | Korte film |

### Televisie
| Jaar      | Titel                             | Rol                | Extra                          |
| --------- | --------------------------------- | ------------------ | ------------------------------ |
| 2016      | BrainDead                         | Jonge Laurel Healy | 1 afl.                         |
| 2017      | Beaches                           | Jonge CC Bloom     | Televisiefilm                  |
| 2018–2020 | Butterbean's Café                 | Cricket (stem)     | Hoofdrol                       |
| 2019–2022 | Stranger Things                   | Suzie Bingham      | Terugkerende rol (seizoen 3–4) |
| 2022      | Pretty Little Liars: Original Sin | Angela Waters      | Terugkerende rol(seizoen 1)    |